# La Venue de l'avenir
La Venue de l'avenir is een Franse historische dramafilm uit 2025, geregisseerd en mede geschreven door Cédric Klapisch. De hoofdrollen worden vertolkt door Suzanne Lindon, Abraham Wapler, Vincent Macaigne, Julia Piaton en Zinedine Soualem.

## Verhaal
Vier neven en nichten, Seb, Guy, Céline en Abdel, worden door de onverwachte erfenis van een verlaten huis in Normandië bij elkaar gebracht. De vier, die tot dan toe vreemden voor elkaar waren, ontdekken een mysterieus gedeeld verleden. Twee eeuwen eerder, in 1895, verliet hun voorouder en eigenares van het huis, Adèle Munier, haar woonplaats en vertrok naar Parijs. Ze proberen Adèles verleden te ontrafelen om hun eigen toekomst vorm te kunnen geven.

## Rolverdeling
| Acteur            | Personage                  |
| ----------------- | -------------------------- |
| Suzanne Lindon    | Adèle                      |
| Abraham Wapler    | Seb / Claude Monet in 1874 |
| Vincent Macaigne  | Guy                        |
| Julia Piaton      | Céline                     |
| Zinedine Soualem  | Abdel                      |
| Cécile de France  | Calixte de La Ferrière     |
| Sara Giraudeau    | Odette                     |
| Paul Kircher      | Anatole                    |
| Vassili Schneider | Lucien                     |
| François Berléand | Victor Hugo                |

## Productie
La Venue de l'avenir werd geproduceerd door Klapisch's langdurige productiepartner Bruno Lévy via hun bedrijf Ce Qui Me Meut in coproductie met StudioCanal, France 2 Cinéma en de Belgische bedrijven Panache Productions en La Compagnie Cinématographique. De film werd vooraf gekocht door Canal+ en Ciné+ en ontving steun van de regio's Normandië en Île-de-France, waar de film is opgenomen.

### Filmopnames
De opnames gingen op 15 april 2024 van start en eindigden op 24 juni 2024. Filmlocaties in Normandië waren onder andere La Vespière-Friardel (Calvados), Mesnils-sur-Iton (Eure) en Étretat (Seine-Maritime). Het huis en de tuinen van Claude Monet in Giverny dienden ook als locatie voor de film. Er werden ook scènes gefilmd aan boord van een TER Normandie-trein tijdens een retourrit tussen station Paris Saint-Lazare en station Le Havre en er werd gefilmd in Val-d'Oise, vlakbij La Roche-Guyon en in Theuville.

## Release
La Venue de l'avenir ging op 22 mei 2025 in première op het Filmfestival van Cannes buiten competitie.